# Мурати, Мира
Мира Мурати (англ. Ermira «Mira» Murati; род. 16 декабря 1988, Влёра) — албанский инженер и бизнес-менеджер. Занимает должность технического директора OpenAI с 2018 года; в ноябре 2023 года во время отставки Сэма Альтмана находилась на должности временного генерального директора OpenAI.

## Биография
Родилась 16 декабря 1988 года во Влёре, Албания.
В 16 лет уехала в Канаду. Поступила в среднюю школу Тихоокеанского колледжа Pearson United World на острове Ванкувер в Канаде.
Для получения высшего образования посещала колледж Колби и Дартмутский колледж (степень бакалавра в области машиностроения).

## Карьера
Первое место работы — французская аэрокосмическая компания Zodiac Aerospace (сейчас входит в Safran Aerosystems), которая производит оборудование для самолётов. В 2013 году Мурати пришла в Tesla, работала над кроссовером Model X.
В 2016 году покинула должность старшего менеджера по продукту в Model X и перешла в фирму Leap Motion, а в 2018 году вновь сменила работу и перешла в OpenAI, где в том числе руководила развертыванием проекта DALL-E.
Запустив Thinking Machines в феврале 2025, она увела за собой более 20 бывших коллег, включая Джона Шульмана и Эндрю Таллока.